# Mistrzostwa Świata w Szermierce 1997
Mistrzostwa Świata w Szermierce 1997 – 59. edycja mistrzostw odbyła się w stolicy Republiki Południowej Afryki – Kapsztadzie.

## Klasyfikacja medalowa
| Lp. | Państwo          | złoto | srebro | brąz | Razem |
| --- | ---------------- | ----- | ------ | ---- | ----- |
| 1   | Francja          | 3     | –      | 4    | 7     |
| 2   | Włochy           | 2     | 1      | 3    | 6     |
| 3   | Kuba             | 2     | 2      | –    | 4     |
| 4   | Rosja            | 1     | 2      | –    | 3     |
| 5   | Węgry            | 1     | –      | 2    | 3     |
| 6   | Ukraina          | 1     | –      | –    | 1     |
| 7   | Niemcy           | –     | 3      | 2    | 5     |
| 8   | Rumunia          | –     | 1      | –    | 1     |
| –   | Korea Południowa | –     | 1      | –    | 1     |
| 10  | Polska           | –     | –      | 2    | 2     |
| 11  | Chiny            | –     | –      | 1    | 1     |
| –   | Hiszpania        | –     | –      | 1    | 1     |

## Medaliści

### Mężczyźni
| Złoto                                                                             | Srebro                                                                                     | Brąz                                                                             |
| Floret                                                                            |                                                                                            |                                                                                  |
| Serhij Hołubycki                                                                  | Kim Young-ho                                                                               | Wang Haibin Lionel Plumenail                                                     |
| Francja · Patrice Lhôtellier · Lionel Plumenail · Franck Boidin · Olivier Lambert | Kuba · Rolando Tucker · Oscar García · Elvis Gregory · Ignacio González                    | Włochy · Daniele Crosta · Alessandro Puccini · Stefano Cerioni · Salvatore Sanzo |
| Szpada                                                                            |                                                                                            |                                                                                  |
| Éric Srecki                                                                       | Pawieł Kołobkow                                                                            | Robert Leroux Robert Andrzejuk                                                   |
| Kuba · Gisel González · Iván Trevejo · Carlos Pedroso · Nelson Loyola             | Niemcy · Michael Flegler · Arnd Schmitt · Elmar Borrmann · Marc-Konstantin Steifensand     | Włochy · Angelo Mazzoni · Sandro Cuomo · Alfredo Rota · Maurizio Randazzo        |
| Szabla                                                                            |                                                                                            |                                                                                  |
| Stanisław Pozdniakow                                                              | Luigi Tarantino                                                                            | Damien Touya Rafał Sznajder                                                      |
| Francja · Damien Touya · Jean-Philippe Daurelle · Mathieu Gourdain · Gaël Touya   | Rosja · Stanisław Pozdniakow · Siergiej Szarikow · Grigorij Kirijenko · Aleksandr Szyrszow | Węgry · Domonkos Ferjancsik · József Navarrete · György Boros · Csaba Köves      |

### Kobiety
| Złoto                                                                                   | Srebro                                                                     | Brąz                                                                               |
| Floret                                                                                  |                                                                            |                                                                                    |
| Giovanna Trillini                                                                       | Sabine Bau                                                                 | Monika Weber Diana Bianchedi                                                       |
| Włochy · Giovanna Trillini · Valentina Vezzali · Diana Bianchedi · Annamaria Giacometti | Rumunia · Roxana Scarlat · Zsofia Lazăr-Szabo · Laura Badea · Mioara David | Niemcy · Sabine Bau · Rita König · Gesine Schiel · Monika Weber                    |
| Szpada                                                                                  |                                                                            |                                                                                    |
| Mirayda García                                                                          | Zuleidis Ortiz                                                             | Gyöngyi Szalay Taymi Chappe                                                        |
| Węgry · Gyöngyi Szalay · Adrienn Hormay · Tímea Nagy · Hajnalka Kiraly                  | Niemcy · Katja Nass · Imke Duplitzer · Claudia Bokel · Eva-Maria Ittner    | Francja · Laura Flessel · Sophie Moressée-Pichot · Valérie Barlois · Elsa Girardot |